# Sven-Åke Nilsson
Sven-Åke Nilsson (Malmö, 13 september 1951) is een Zweeds voormalig wielrenner. Hij was beroepswielrenner tussen 1977 en 1984. Hij nam deel aan de Olympische Spelen van 1976 in Montreal en eindigde daar op de zevende plaats op de 100 kilometer ploegentijdrit, samen met Tommy Prim, Bernt Johansson en Tord Filipsson.

## Belangrijkste overwinningen
Sjabloon:Palmare start
1974
- Wereldkampioenschap ploegentijdrit amateurs (met Tord Filipsson, Bernt Johansson en Lennart Fagerlund)

1976
- Tour de l'Avenir

1979
- Ronde van Corsica
- Eindklassement Étoile des Espoirs

1981
- Catalaanse Week

1982
- GP van Isbergues
- 2e etappe Parijs-Nice
- 10e etappe Ronde van Spanje

## Resultaten in voornaamste wedstrijden
| Jaar | Ronde van Italië | Ronde van Frankrijk | Ronde van Spanje |
| ---- | ---------------- | ------------------- | ---------------- |
| 1977 |                  |                     |                  |
| 1978 |                  | 11e                 |                  |
| 1979 |                  | 12e                 |                  |
| 1980 |                  | 7e                  |                  |
| 1981 |                  | 8e                  |                  |
| 1982 |                  | 14e                 | ↑ (1)            |
| 1983 | 27e              |                     |                  |
| 1984 | 35e              |                     |                  |

| Jaar | Milaan-San Remo | Gent-Wevelgem | Ronde van Vlaanderen | Parijs-Roubaix | Amstel Gold Race | Luik-Bast.‑Luik | Ronde van Lombardije | Parijs-Tours | Waalse Pijl |  | WK op de weg |  | Wereldranglijsten |
| ---- | --------------- | ------------- | -------------------- | -------------- | ---------------- | --------------- | -------------------- | ------------ | ----------- |  | ------------ |  | ----------------- |
| 1977 |                 |               |                      |                |                  |                 | 16e                  | 29e          |             |  | 13e          |  |                   |
| 1978 | 77e             |               | 37e                  |                |                  |                 | 16e                  | 12e          | 9e          |  |              |  | 33e (SPP)         |
| 1979 |                 | 79e           |                      |                | ↑                |                 | 13e                  | 21e          |             |  | 40e          |  | 16e (SPP)         |
| 1980 |                 |               |                      | 16e            | 12e              |                 |                      | 42e          | ↑           |  | 9e           |  | 14e (SPP)         |
| 1981 | 49e             |               |                      |                |                  |                 |                      | 75e          |             |  | 23e          |  |                   |
| 1982 |                 |               |                      |                |                  | 16e             | 22e                  | 23e          |             |  | 11e          |  |                   |
| 1983 |                 |               |                      |                |                  |                 |                      |              |             |  | 36e          |  |                   |
| 1984 |                 |               |                      |                |                  |                 |                      |              |             |  |              |  |                   |